# منصور السلطي
منصور السلطي ممثل و‌مؤدي صوت سوري.

## عن حياته
مخرج ممثل مسرحي متخرج من المعهد العالي للفنون المسرحية قسم التمثيل في سوريا عام 1985 .قام بإخراج العديد من المسرحيات للمسرح القومي.
عمل كمخرج مساعد في مسرحية الديك وله أعمال في الإذاعة وشارك بالعديد من الأعمال كما انه قام بالتمثيل بأعمال تلفزيونية وله العديد من الأعمال في الدوبلاج.

## أعماله

### في التلفزيون
دواس الليل- الحصاد المر- عسل الشوك- سفر الياسمين- رجل عملي جدا.

### في المسرح
حلم العقل- أصوات الأعماق- عندما يذوب الثلج- أواكس - ثلاث مراكب ومشعوذ.

### في الإذاعة
ظواهر مدهشة- حكم العدالة- حب وعبقرية- شخصيات روائية وأخرى غيرها.

### في دوبلاج الرسوم المتحركة
- صديق مرة ووسام وميمون والدراج الذي سابق غريب في إيداتين جمب
- تيتو في أيرون كيد
- سكوبي دو
- ريكوشيت في موتشا لوتشا (نسخة مركز الزهرة)
- دودي في دودي وخضور
- كوبا في سوبر ماريو
- مامو في سومو يامو
- دندوش في فرفوح
- راضي في أشكالهم غريبة (نسخة مركز الزهرة)
- كوكو دودو في تايني تون
- آنيلا في حماة الياقوت
- سرحان في سر المقنع
- ميكسيزيتلكس في سوبرمان
- غوبو، سبارك في مغامرات نودي
- آلف
- أبناء الوطن
- جوني في أرض الخيول
- أسرار الغابة
- أكاديمية الشرطة
- السيد يوريش، هويتفي في الأجنحة الصينية
- العدمة في الضاحكون
- المحترفون
- د. ستيفن كارليت، سوندرز، المحقق بولوك، لوسيوس فوكس، النينجا، غ. كارل فرانسيس، مدير ليلة، دان موكريدج، القصير، وكيل الظل في بات مان (نسخة مركز الزهرة)
- ويس غرين في بن 10
- سلفستر في بيبي تون (نسخة مركز الزهرة)
- تاز المشاكس
- تيتوف
- ثرثرة
- ساعي البريد، السيد فيرجيني في غارفيلد والأصدقاء
- برازل في غورميتي (نسخة مركز الزهرة)
- جوني كويست
- حكاية فرحان
- رينبو فيش
- زعبوب وزعبوبة
- ساموراي جاك (نسخة مركز الزهرة)
- مغامرات سلفستر وتويتي (نسخة مركز الزهرة)
- سندباد بحار من بلاد العرب
- صنديد
- سبايدور في كابتن سيميان
- كاسبر (نسخة مركز الزهرة)
- بوتش الخارق في كركرتون
- كريبتو
- كلية الطيران
- والد دكستر، فال هالن في مختبر دكستر (نسخة مركز الزهرة)
- متحف الحكايات
- موكب العصور
- نقار الخشب  [لغات أخرى]‏ (نسخة مركز الزهرة)
- يحكى أن
- المحنطون
- شارلوك هولمز في القرن 22
- فتيات القوة (نسخة مركز الزهرة)
- كاليب في الفتيات الخارقات
- توهرو في مغامرات جاكي شان
- حارس الحقل
- شهد والأبطال

### إخراج المسرحيات
- أنشودة الزمان
- روميو وجانيت
- بيت بيرناردا ألبا
- الشوكة

## وصلات خارجية
- منصور السلطي على موقع قاعدة بيانات الأفلام العربية

- http://www.syriaartnet.com/account.php?id=304
- http://www.animenewsnetwork.com/encyclopedia/people.php?id=82742